# Bloeidaal
Bloeidaal is een 35 hectare groot natuurgebied ten oosten van Amersfoort en ten noorden van Leusden. Het is sinds 2007 eigendom van Utrechts Landschap. De spoorlijn Amersfoort-Barneveld vormt de noordgrens, de Barneveldse Beek stroomt langs de zuidzijde. Door het gebied loopt de Koedijkerweg. Recreanten zijn er welkom. Ten zuiden van Bloeidaal ligt natuurgebied De Schammer, en ten zuidoosten  ervan het natuurgebied rond landgoed Stoutenburg.

## Nieuwe natuur
In 2007 werd de voedselrijke grond voor een deel tot op de schrale bodem afgegraven. Doel was om de oorspronkelijke hooilanden, rietlanden en moerasbossen terug te laten keren. Deze natuurontwikkeling maakt deel uit van het project 'Venster op de Vallei' uit het jaar 2000 van Utrechts Landschap dat bedoeld was om verdere verstedelijking tussen Amersfoort en Leusden tegen te gaan. Doelstelling daarvan was om in totaal 200 hectare open gebied veilig te stellen en de natuurwaarde daarvan te verbeteren. Na de ingreep ontwikkelde er zich ruige natuur. De natte schrale graslanden vormen daarbij het leefgebied van kleine plevier, witgatje, boerenzwaluw, grutto, wulp, tureluur en wintertaling. Op zandkopjes ontwikkelde zich droog grasland. In de hooilanden vestigden zich er planten als Spaanse ruiter, blauwe knoop, vlozegge, klokjesgentiaan en gevlekte orchis. In de poeltjes leven amfibieën zoals de watersalamander.

## Waterberging
Bloeidaal heeft ook een functie als retentiegebied, het dient bij hoogwater als opvangbekken om het teveel aan water uit Amersfoort in op te slaan. Ook regenwater van bedrijventerrein Wieken-Vinkenhoef wordt hierheen geleid.

## Recreatie
In het gebied zijn wandelroutes uitgezet.
Amerongse Bos
· Amerongse Bovenpolder
· Landgoed Beerschoten
· Beukenburg
· Biltse Duinen
· Birkhoven
· Blauwe Kamer
· Blikkenburg
· Bloeidaal
· Bornia
· Bosch en Duin
· Breeveen
· Broekerbos
· Buitenplaatsen Driebergseweg
· Dartheide
· Elster Buitenwaarden
· Grebbeberg
· Heidestein
· Hoge Ginkel
· Hooge Kampse Plas
· Hoog Moersbergen
· Houdringe
· Juliusput
· Kasteelbos Renswoude
· De Kievit
· Kooilust
· Kozakkenput
· De Krakeling
· Laarsenberg
· De Leyen
· Lockhorsterbos
· Lunenburgerwaard
· Maartensdijkse Bos
· Middelwaard
· Moersbergen
· Niënhof
· Noordhout
· Okkersbos
· Oostbroek
· Over-Holland
· Palmerswaard
· De Paltz
· Panbos
· Plantage Willem III
· Pleinesbos
· De Pol
· Ridderoordse Bos
· Sandenburg
· Sandwijck
· De Schammer
· Stameren
· Landgoed Stoutenburg
· Viaanse Bos
· Viaanse polders en uiterwaarden
· Vikinghof
· Park Vliegbasis Soesterberg
· Vijverbos
· Vijverhof
· Voordorpse polder
· Willem Arntszbos
· Witte Hull
· De Woerd
· Wulperhorst
· Zeisterbos